# جيف أدريان
جيف أدريان (بالإنجليزية: Jeff Adrien)‏ مواليد 10 فبراير 1986 في ماساتشوست، هو لاعب كرة سلة محترف أمريكي معتزل بدأ مسيرته الاحترافية في سنة 2009. يبلغ طوله 6 قدم 7 بوصة (2.0 م).

## فرق لعب لها
- غولدن ستايت ووريورز
- هيوستن روكتس
- خيمكي
- شارلوت هورنتس

## إحصائيات المسيرة

### الموسم الاعتيادي
| السنة   | الفريق                | لعب | بدأ | دقيقة | ميداني% | ثلاثية | حرة  | ارتداد | صنع | استلاب | تصدي | نقطة |
| ------- | --------------------- | --- | --- | ----- | ------- | ------ | ---- | ------ | --- | ------ | ---- | ---- |
| 2010–11 | غولدن ستايت ووريورز   | 23  | 0   | 8.5   | .426    | .000   | .579 | 2.5    | .4  | .2     | .2   | 2.5  |
| 2011–12 | هيوستن روكتس          | 8   | 0   | 7.9   | .438    | .000   | .583 | 2.8    | .1  | .0     | .3   | 2.6  |
| 2012–13 | شارلوت هورنتس         | 52  | 5   | 13.7  | .429    | .000   | .650 | 3.8    | .7  | .3     | .5   | 4.0  |
| 2013–14 | شارلوت هورنتس         | 25  | 0   | 10.2  | .550    | .000   | .520 | 3.5    | .3  | .3     | .6   | 2.3  |
| 2013–14 | ميلووكي باكز          | 28  | 12  | 25.2  | .515    | .000   | .670 | 7.8    | 1.1 | .6     | .8   | 10.9 |
| 2014–15 | مينيسيوتا تيمبر وولفز | 17  | 0   | 12.6  | .432    | .000   | .579 | 4.5    | .9  | .2     | .5   | 3.5  |
| المسيرة |                       | 153 | 17  | 14.0  | .474    | .000   | .628 | 4.3    | .7  | .3     | .5   | 4.6  |

## روابط خارجية
- جيف أدريان على موقع إن بي أي (الإنجليزية)
- جيف أدريان على موقع سبورتس رفرنس (الإنجليزية)
- جيف أدريان على موقع كرة السلة الأوروبية.كوم (الإنجليزية)
- جيف أدريان على موقع DraftExpress.com (الإنجليزية)
- جيف أدريان على موقع كلية كرة السلة في سبورتس رفرنس.كوم (الإنجليزية)
- جيف أدريان على موقع ريلجم (الإنجليزية)
- جيف أدريان على موقع بروبوليرز (الإنجليزية)
- جيف أدريان على موقع سبورتس رفرنس (الإنجليزية)
- جيف أدريان على موقع سبورتس رفرنس (الإنجليزية)